# Oberembrach
Oberembrach is een gemeente en plaats in het Zwitserse kanton Zürich, en maakt deel uit van het district Bülach.
Oberembrach telt 955 inwoners.